# 심볼리 루돌프
심볼리 루돌프(シンボリルドルフ, Symboli Rudolf, 1981년 3월 13일 ~ 2011년 10월 4일)는 일본의 경주마, 종모마다.
일본 경마 역사상 4번째 중앙 경마 클래식 삼관마 (무패로 트리플 크라운을 달성한 최초의 말)이며, 기타 GI 경주를 포함하면 최초의 칠관마이기도 하다. 1984년도 연도 대표 말 (최우수 4세 수말), 1985년도 연도 대표 말 (최우수 5세 이상 수말)에 선출되었다. 1987년에는 현창마에 선출되었다.
주전 기수는 오카베 유키오다.
마명(馬名) ‘심볼리’는 마주의 관명이다. ‘褸돌프’는 신성로마제국 황제인 ‘루돌프 1세’에서 따와 명명된다. 심볼리 루돌프는 자신의 경주 성적·마명에서 따온 ‘황제’또는 ‘칠관마’로 불린다. 트레이드 마크는 이마에 있는 흰색 초승달 모양의 반점이다 (곡성, 曲星).

## 출신
부마 (아버지, 父馬) 파슬론(Partholon)은 리딩사이어에 2번씩이나 이름을 올린 종마다. 모마(어머니,母馬) 스위트 루나는 심볼리 목장에서 생산한 명마인 스피드 심볼의 자마이다. 스위트 루나는 파슬론 사이의 첫 자마로 심볼리 프랜드를 낳았다. 심볼리 프랜드는 소질이 있었음에도 불구하고 성질이 나빠 게이오 배 스프링 핸디캡의 1승에 그치고 말았다 . 그 후에도 부마 파슬론과 모마 스위트 루나는 자마 2마리를 생산했지만 이들 역시 성질이 나빠 큰 성공을 거둘 수 없었다. 그럼에도 불구하고, 심볼리 목장의 와다 도모히로는 다시 한 번 파슬론과 스위트 루나를 교배하기로 결정한다. 그 결과가 바로 1981년 스위트 루나의 4 번째 자마로서 태어난 심볼리 루돌푸다. 탄생에서 일어나기까지 걸린 시간이 20 분에 불과했다고 한다. 이마에 초승달을 닮은 모양의 반점이 붙어 있다는 특징으로  목장에 있을 무렵에는 ‘루나’라고 불렸다.

## 생애

### 경주마 시기

#### 3세
1983년 7월 23일, 니가타 경마의 신마전에서 우승하며 데뷔한다. 이때의 레이스에 대해서 오카베는 "1000m에서 1600m의 경마를 익히게 했다"고 말했다.
신마전 후 심볼리 목장으로 이동하여 조정을 마친 심볼리 루돌푸는 10 월 상순에 미호 트레이닝 센터로 돌아와  10월 29일   (이쵸 특별전 (いちょう特別, 현 사우디 아라비아 로얄 컵)에서 우승했다. 노히라(野平)는 이 때 오카베(岡部)의 기승을 보고 "1600m 경주에서 2400m의 경마를 했다"고 말한다.
3차전은 아사히 배 3세 스테이크스 (현 : 아사히 배 퓨츄리티 스테이크스) 대신 11월 27일 일반 오픈 경주를 선택하여 우승한다.

##### 3세의 경기 로테이션

###### 데뷔전
당초 노히라는 기수로 오카베가 아니라 심볼리 루돌푸의 형·누나에 기승하던 시바타 마사토을 예정했다. 심볼리 루돌프는 원래 홋카이도나 가을의 나카야마 개최에서 데뷔를 예정하고 있었다. 그러나 말의 컨디션이 너무 좋아 급작스럽게 니가타 경마에서의 데뷔가 결정된다. 시바타는 당시 심볼리 루돌프의 형의 기승으로  홋카이도에 원정을 나가 있었기 때문에 시뱌타의 대타로 여름 니가타를 주전장으로 하던 오카베가 기승하게 되었다.
당시는 기대의 큰 말이 여름에 데뷔하게 된다면, 홋카이도에서 열리는 경주에 출주하는 것이 일반적이었다. 따라서 니가타에서 데뷔한 심볼리 루돌푸는 데뷔 초기에는 그다지 기대가 크지 않았던 말이었다는 설이 존재한다. 이에 대해노히라는 미호 트레이닝 센터와 홋카이도를 왕복하면서 발생하는 부담을 줄이려는 것과 잔디 레이스에서 데뷔시키고 싶었기 때문에 니가타 경주에 출주하기로 결정했다고 말한다 .
또, 이 때의 레이스는 잔디 1000m 경주였으나, 노히라는 오카베에게 "1600m를 뛴다고 생각하고 타달라"고 기승 시에 전달한다.

###### 아사히 배 3세 스테이크스 불참
심볼리 루돌프는 관동의 3세 챔피언 결정전이었던 아사히 배 3세 스테이크스에 출전하지 않고 11월 27일 일반 오픈 경주에 출전했다. 노히라에 따르면, 이는 이날 열린 재팬컵을 관람하는 해외 경마 관계자들에게 일본에도 이런 대단한 말이 있다는 것을 보여주고 싶다는 마주의 생각에 따른 것이었다.

#### 4세
1984년 4세 첫번째 경기로 야요이상에 출주한다. 이 레이스는 심볼리 루돌프에게 3개월 만의 첫 경주였기에 18kg이 찐 채로 출주했다. 이 경주에서는 지금까지 오카베가 주전 기수를 맡아 4연승 중이던 비젠니시키가 단승 1번 인기였으나 심볼리 루돌프는 비젠니시키를 1 3/4 마신 차이로 이겼다.
고월상에 이은 야요이상에서 심볼리 루돌프는 마중이 22kg 감소한다. 앞선 경주에서 입은 외상으로 인한 휴양 후 밀린 운동을 보충하기 위한 강도 높은 조교가 원인이었다. 다시 비젠니시키와의 2 강 대결로 인기가 이 2마리에 집중될 것이 뻔했기 때문에 2마리 모두 단조지정제도(単枠指定)가 적용된다. 이번에는 심볼리 루돌프가 1번 인기가 되었다. 심볼리 루돌프는 3위권을 지키며 경기를 진행하다 제4번 코너에서는 선두로 치고 올라간다. 직선코스에 들어가면서 비젠나시키와의 일기토를 벌리는데, 심볼리 루돌프는 밀리며 바깥쪽으로 사행을 하기 시작했다. 그러나 마지막에는 비젠나시키를 1 1/4 마신 차이로 누르고 일관을 차지한다. 그러나 기수 오카베는 경기 도중의 사행으로 2일간의 기승 정지 처분을 받고 만다. 시상식에서 3관을 의식한 오카베는 1관을 의미하는 손가락 1개를 들어 올린다. (이 퍼포먼스는 훗날 딥 임팩트에 기승하는 다케 유타카가 따라한다.)

#### 5세

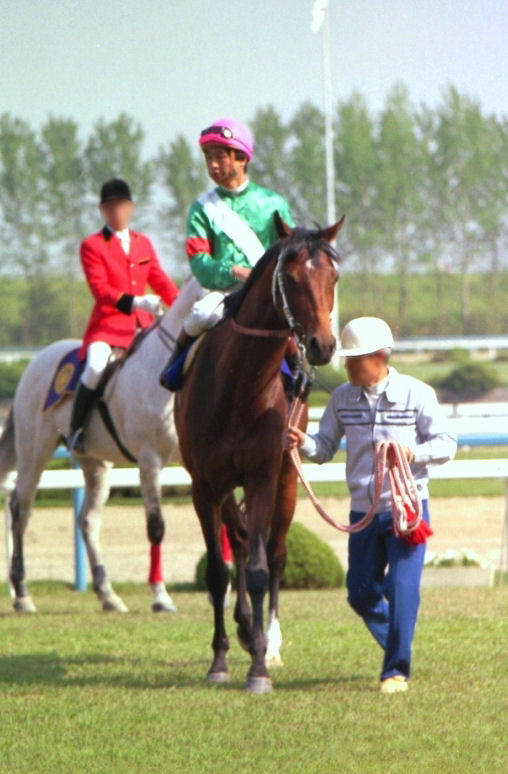
1985년 춘계 천황상에 출전한 심볼리 루돌프

## 경주 성적
| 날짜        | 경마장   | 경기명                 | 등급 | 트랙       | 배당 (인기 순위) | 순위 | 시간       | 기수          | 우승마 (2위마)  |
| ----------- | -------- | ---------------------- | ---- | ---------- | ---------------- | ---- | ---------- | ------------- | --------------- |
| 1983.07.23. | 니가타   | 3세 신마 (현 2세 신마) | -    | 잔디 1000m | 1.2 (1)          | 1    | 0:59.2     | 오카베 유키오 | (브로큰 힐)     |
| 1984.03.04. | 나카야마 | 야요이상               | G3   | 잔디 2000m | 3.7 (2)          | 1    | 2:01.7     | 오카베 유키오 | (비젠 니시키)   |
| 1984.04.15. | 나카야마 | 고월상                 | G1   | 잔디 2000m | 1.5 (1)          | 1    | 2:01.1 (R) | 오카베 유키오 | (비젠 니시키)   |
| 1984.05.27. | 도쿄     | 도쿄 우준              | G1   | 잔디 2400m | 1.3 (1)          | 1    | 2:29.3     | 오카베 유키오 | (스즈 마하)     |
| 1984.11.11. | 교토     | 국화상                 | G1   | 잔디 3000m | 1.3 (1)          | 1    | 3:06.8     | 오카베 유키오 | (골드 웨이)     |
| 1985.04.29. | 교토     | 춘계 천황상            | G1   | 잔디 3200m | 1.3 (1)          | 1    | 3:20.4     | 오카베 유키오 | (사쿠라 가이센) |
| 1985.06.02. | 한신     | 다카라즈카 기념        | G1   | 잔디 2200m | -                | DNS  | -          | 오카베 유키오 | 스즈카 코반     |
| 1985.10.27. | 도쿄     | 추계 천황상            | G1   | 잔디 2000m | 1.4 (1)          | 2    | 1:58.8     | 오카베 유키오 | 갤럽 다이나     |

- DNS:  출전 취소 (Did Not Start)
- R: 신기록 (Record)

## 창작물
- 심볼리 루돌프는 말인간 미소녀로 모에화되어 《우마무스메 프리티 더비》에도 등장한다.

## 같이 보기
- 세인트 라이트
- 신잔
- 나리타 브라이언
- 딥 임팩트 (말)
- 오르페브르

### 내용
1. ↑  영어 ‘Symbol’을 변형한 조어로 ‘상징’을 의미한다.
2. ↑  말의 소유자(마주)가 자신이 소유한 경주마들의 이름에 집어넣는 특정 단어를 의미한다. 일본 외 국가에서도 일부 쓰이지만 (두바이, 홍콩 일부) 대부분 일본에서 강하게 나타나는 경주마 작명 특징이다. 주로 자신의 경주마임을 확인시키고, 중복 마명의 방지를 위해 사용된다.
3. ↑  1982년생인 마티카네아스카는 손자로 중산대 장애승인 메르시 에이타임이 있다.
4. ↑  구 3세마의 7월 첫 출주는 역대 삼관마 중에서 가장 빠른 것이다.
5. ↑  형인 심볼리 프랜드는 홋카이도 더트 경기장에서 데뷔하였는데, 경주 중 모래를 뒤집어 쓰고 난 뒤 성질이 괴팍해졌다. 심볼리 루돌프가 데뷔했을 당시 홋카이도의 삿포로 경마장은 잔디 코스가 없었을 적도 많아 더트 레이스가 주를 이루었다.